# 0-skala
0-skala (Noll-skala) är en skala för modelljärnvägar. Den introducerades ursprungligen av den tyska tillverkaren Märklin omkring år 1900 och har en spårvidd på 32 mm. En stor tillverkare var Gebrüder Bing. Loken i 0-skala drevs av urverk, elektricitet eller spriteldade ångmaskiner. Litograferad bleckplåt var det dominerande materialet. Vid sidan om leksaksartade tåg satsade Märklin under 1930-talet på mer modellenliga lok och vagnar i 0-skala. 
Under 1930-talet var trerälssystem med växelström den vanligaste modelljärnvägsskalan i USA och förblev så fram till 1960-talet. I Europa avtog populariteten före andra världskriget i och med introduktionen av mindre skalor. Märkiin tillverkade modelltåg i 0-skala till 1950-talets mitt. Parallellt fanns också Fleichmann-tåg i 0-skala.

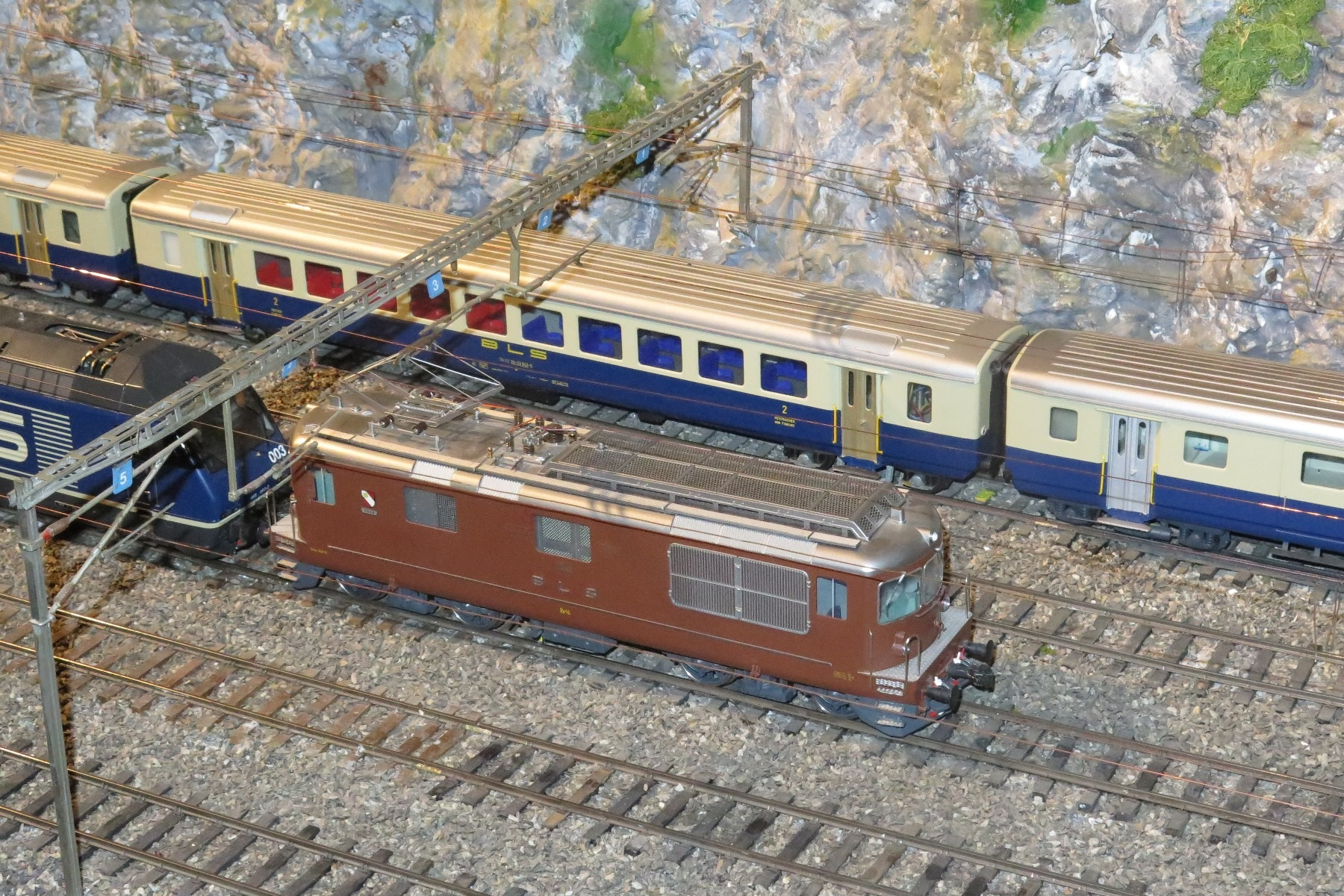
Modelljärnväg i skala 0
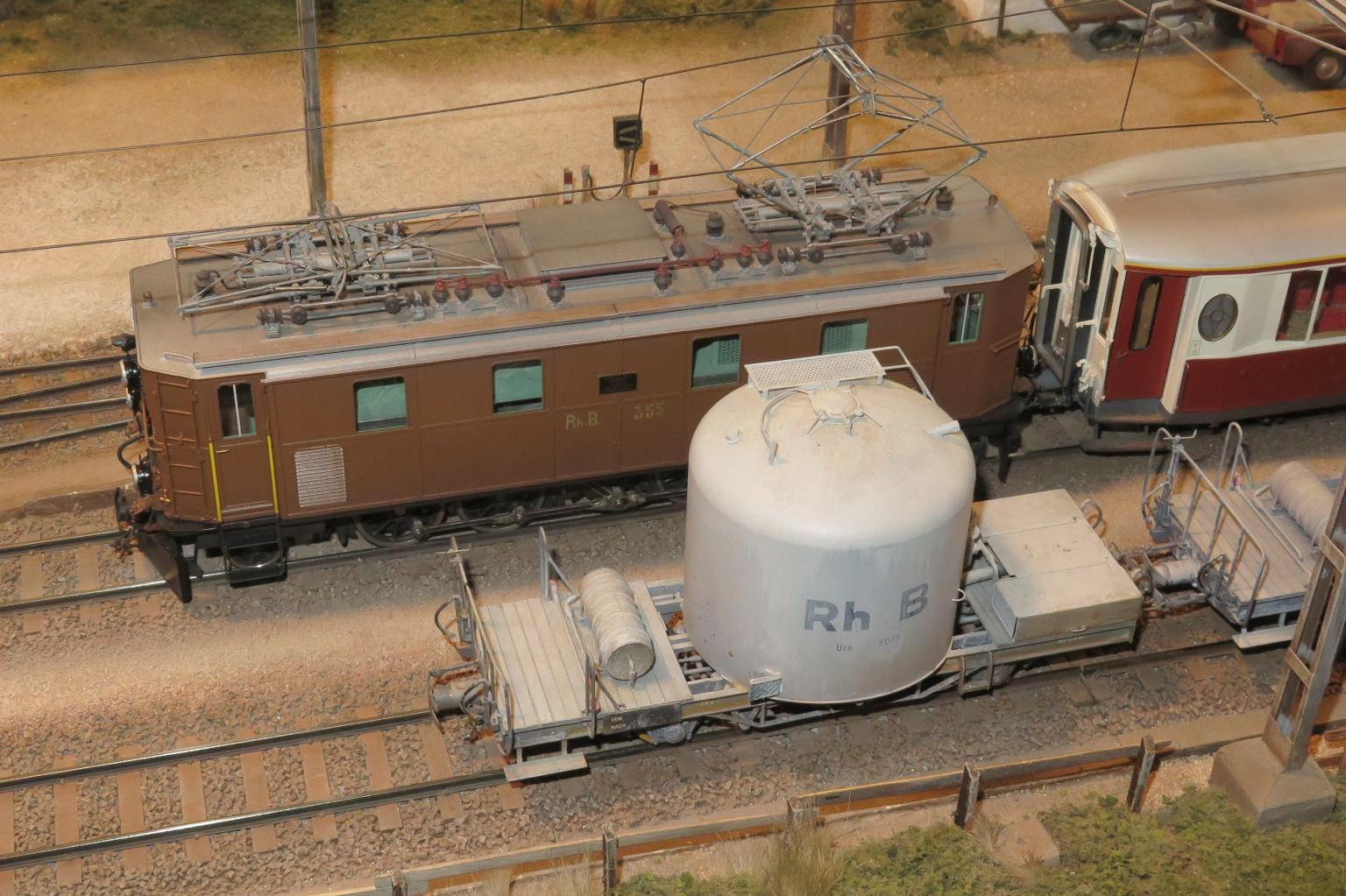
Modelljärnväg i skala 0
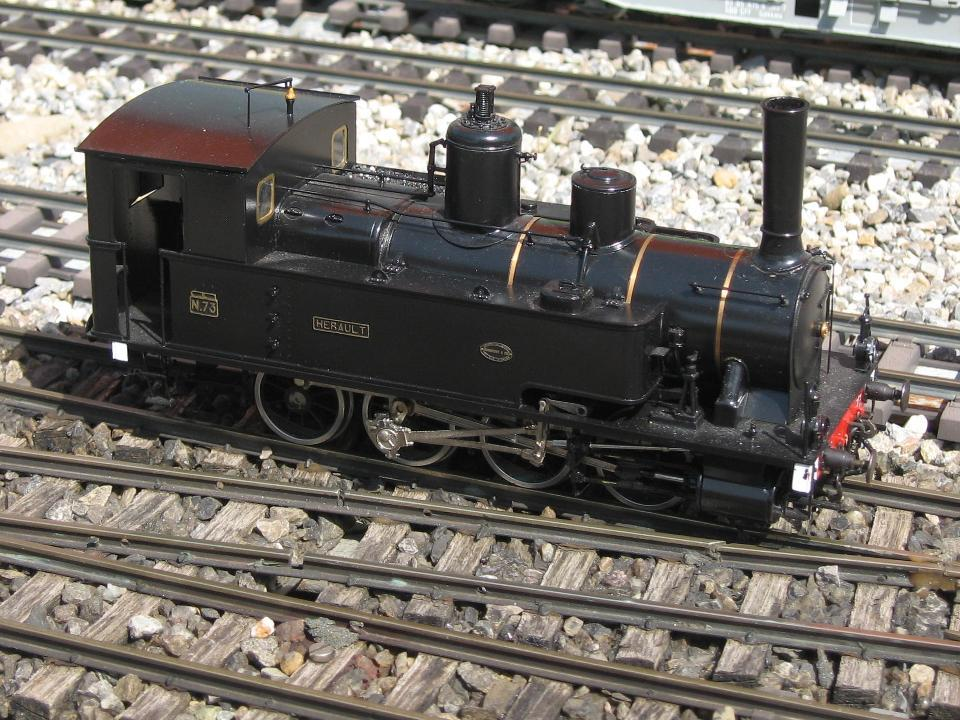
Modelljärnväg i skala 0
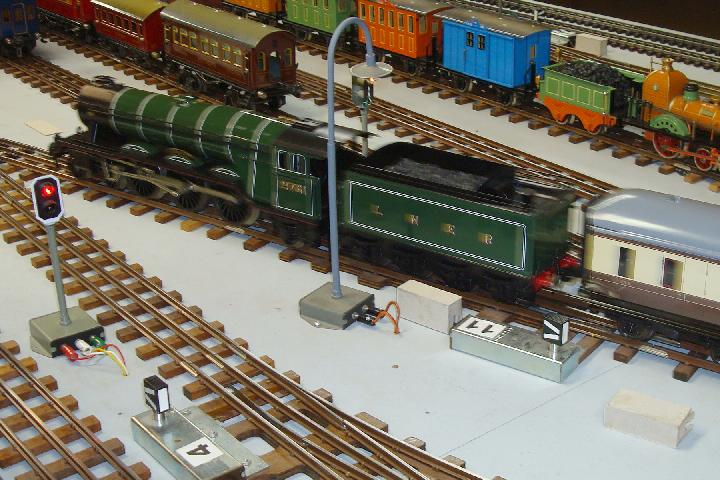
Modelljärnväg i skala 0
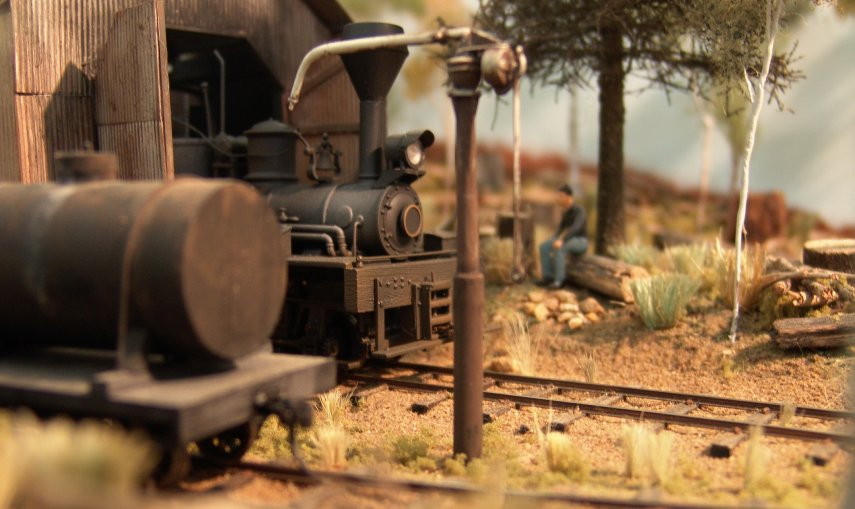
Modelljärnväg i skala 0
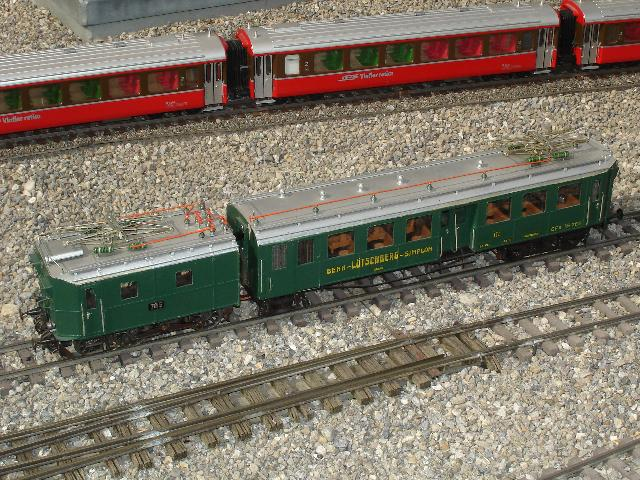
Modelljärnväg i skala 0 och 0m